# Friedrich Wilhelm Bossann
Friedrich Wilhelm Bossann (* 1756 in Berlin; † 27. November 1813 in Dessau) war ein deutscher Theaterschauspieler und -intendant.

## Leben
Bossanns Herkunft, Jugend sowie Ausbildung sind unbekannt. Als Schauspieler trat er 1777 in komischen und tragischen Väterrollen bei der Jean-Tillyschen Gesellschaft, als Gast bei Karl Theophil Döbbelin und später bei der Truppe G. F. W. Großmann auf. 1786 ging er zur Neuhausischen Theatergesellschaft, die er mit 30 Jahren übernahm und ihr seinen Namen gab. Die sogenannte Bossann’sche Gesellschaft war zunächst an südwestdeutschen Spielorten tätig – Worms, Speyer, Heidelberg, Mainz, Kreuznach, Hanau, Wiesbaden.
Bossann wurde Schauspieldirektor des Fürsten Leopold Friedrich Franz von Anhalt-Dessau. Aus dem von ihm geleiteten Theaterensemble ging das heutige Anhaltische Theater hervor. Zu seinen Schauspielern gehörte u. a. Ferdinand Ochsenheimer.
1807 wurde er zum herzoglichen Hoftheaterdirektor (Oper und Schauspiel vereint) ernannt. 
Während der Befreiungskriege stellte er sich freiwillig der Lazarettverwaltung zur Verfügung. Dort infizierte er sich mit Typhus, woran er starb.
Seine Pflegetochter Dorothea, ebenfalls Schauspielerin, heiratete 1793 den Theaterschauspieler Peter Mittell.